# 你们运动
你们运动（波蘭語：Twój Ruch），在2013年10月6日前名為帕利科特運動（波蘭語：Ruch Palikota）是由前公民綱領黨議員亞努斯·帕利科特（Janusz Palikot）領導的波蘭政黨,，成立於2010年10月。媒體描述該黨為自由意志主義、自由主義、反教權主義、民粹主義和左翼政黨。

## 歷史
2010年7月，當時為公民綱領黨成員的帕利科特表示已故總統列赫·卡辛斯基要對發生在俄羅斯斯摩棱斯克的2010年波蘭空軍圖-154墜機事件負責。在具爭議的言論後，帕利科特宣布將籌組自己的社會運動。 10月2日，他在華沙舉辦「現代波蘭」大會，共有數千人參與。帕利科特在會中宣布15點綱領。10月6日，帕利科特退出公民綱領黨。
2011年1月9日，帕利科特將自己的議員身份證交給聖誕慈善大交響樂團拍賣。
2011年6月1日，帕利科特正式登記新政黨「帕利科特運動」。2011年波蘭議會選舉，該黨得票率達10%，拿下40席。 選後，民主左派聯盟議員 Sławomir Kopyciński 加入帕利科特運動。

## 政治立場
帕利科特希望終止公立學校的宗教教育、終止教會的國家補助、墮胎合法化、分發免費保險套、允許同性婚姻、選舉制度改為聯立制、改革社會安全局、解散上議院、大麻合法化和推行單一稅。

## 外部連結
- （波兰語） 帕利科特運動官方網站